# Kru (Volk)

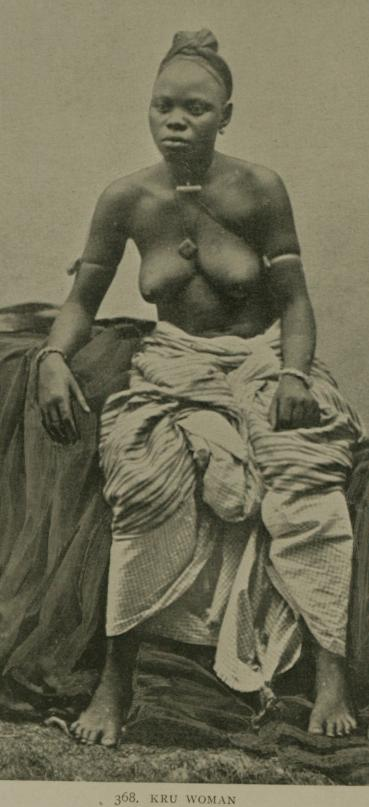
Kru-Frau (um 1906)

Die Kru sind ein westafrikanisches Volk, das hauptsächlich in Liberia, zudem auch in Ghana, Sierra Leone und Guinea ansässig ist.
Die Kru sprechen eine eigene Sprache, die zur Gruppe der Kru-Sprachen in der Sprachfamilie der Niger-Kongo-Sprachen gehört. Die Kru-Sprachen sind nach dem Volk der Kru benannt. In Liberia leben zirka 244.000, in Ghana etwa 21.000, in Sierra Leone etwa 11.000 und in Guinea etwa 3.800 Kru. Die Kru sind Küstenbewohner, ihren Lebensunterhalt verdienen sie durch Fischfang und Verarbeitung sowie durch Bootsbau und Holzverarbeitung.
Die Kru wurden schon im 16. Jahrhundert von europäischen Schiffen als Seeleute angeheuert. Sie waren deshalb auch schon früh europäischen Einflüssen ausgesetzt. Das englische Wort crew soll von der Bezeichnung für das Volk der Kru zum Synonym für die Besatzung eines Schiffes geworden sein.

## Herkunft
Es gibt nur wenige Quellen über die Geschichte der Kru im Allgemeinen. Die Kru haben sich zwischen dem 13. und 15. Jahrhundert in dem heute durch die ivorisch-liberianische Grenze getrennten Land niedergelassen. Diese Ansiedlung erfolgte wahrscheinlich über die Täler im Süden der ivorisch-guineischen Bergkette bis zum Atlantik, ausgehend von einem älteren Ursprung, der am Südrand der Sahara liegt. Mehrere Kru-Traditionen, insbesondere die der Grebo, zeigen die Abstammung ihrer Vorfahren aus Wüstenregionen.
Diese Bevölkerungsgruppen wanderten über oder aus dem heutigen Guinea in die Weite des westafrikanischen Waldgebiets ein. Die ursprüngliche Kru-Gruppe teilte sich später in verschiedene Clans auf, die eigene Territorien bewohnten: an der Küste, im Wald, westlich des Cavally, östlich davon. Die Einwanderung hatte die kriegerische Vertreibung aus kleinen Reichen der Mandinka zur Ursache, die insbesondere Sklavenhandel betrieben, um die transsahelischen Märkte zu beliefern. Unter diesen Vertriebenen befanden sich Kru, aber auch Mandinka wie die Yakuba, wobei letztere als Bergnachbarn der Weh eine völlig eigenständige Kultur bildeten, die ihre typischen traditionellen Trachten mit den Weh teilten, aber Mandinka sprachen. Es ist auch möglich, dass einige Völker aus ähnlichen Gründen später den gleichen Weg in die Tiefen des guineischen Waldes genommen haben.

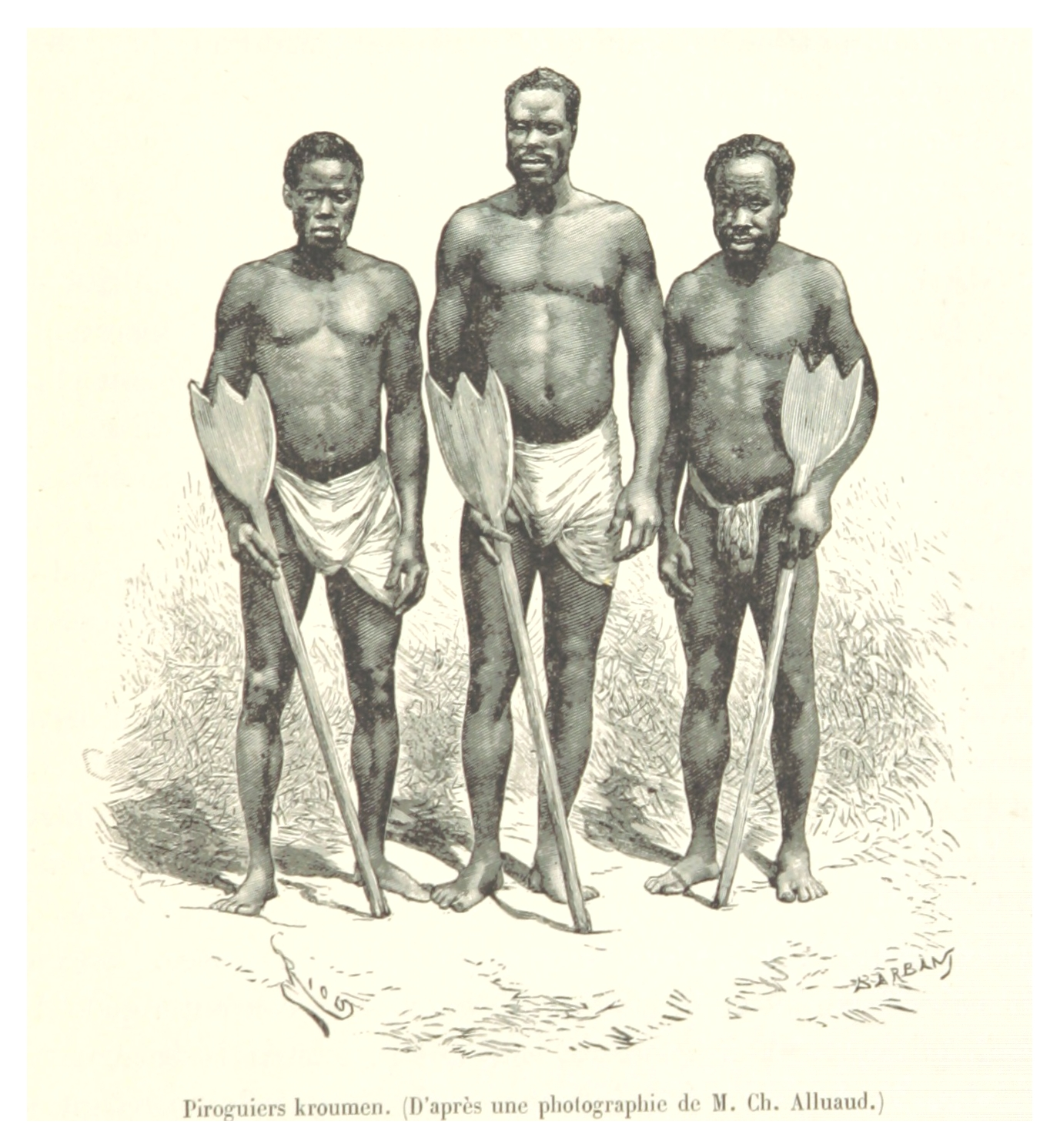
Kru-Männer (1892)

Die heute als Kru bezeichnete Gruppe in Liberia und die Weh in Elfenbeinküste sind das Herzstück der Kultur und Sprache der größeren Gruppe, die Ethnologen als Kru bezeichnen, einer ethnolinguistischen Gruppe, die Menschen umfasst, die sich an den Küsten im Südwesten der Elfenbeinküste oder im Südosten Liberias angesiedelt haben. Die Bétés, die östlichste Gruppe der Kru, die Yakuba und die Krumen teilen seit dem 18. Jahrhundert eine Reihe von Bräuchen und traditionellen Trachten mit den Akan, deren direkte Nachbarn sie geworden sind. So sind die Weh der Elfenbeinküste, die Krahn und die Kru die wohl intaktesten sprachlichen Überreste des alten Landes der Kru oder zumindest der Bevölkerungsgruppen, die sich seit dem späten Mittelalter auf diese Einwanderung begeben haben.
Aufgrund ihrer Waldlage blieben die Kru-Völker vom Drama der Sklaverei weitgehend verschont, sowohl vom innerafrikanischen als auch vom transatlantischen Sklavenhandel des 17. und 18. Jahrhunderts. Dies schließt jedoch nicht aus, dass es in der Vergangenheit in einigen Gemeinden der Kru lokale Sklavereipraktiken gegeben hat. Die Krumen des 18. Jahrhunderts sind in den Geschichtsbüchern sehr gut abgehandelt, da sie häufig als Seeleute für die transatlantischen Handelsposten an der Küste arbeiteten, darunter auch für Sklavenhändler. So wurde der Begriff Krumen ab dem 18. Jahrhundert zu einer gängigen Bezeichnung für diese an der ivorisch-libyschen Küste angesiedelten Bevölkerungsgruppen der seefahrenden Kru. Im Allgemeinen blieb das Volk der Kru, das zwischen dem guineisch-ivorischen Wald und dem Meer angesiedelt war, jedoch von den Umwälzungen dieser Zeit weitgehend verschont. Es ist auch bekannt, dass die Kru in Liberia schon im 19. Jahrhundert eine Oppositionsmasse gegen die politische Herrschaft der schwarzen Amerikaner in ihrem Land bildeten. Die Weh und Kru der Elfenbeinküste waren für ihre Auseinandersetzungen mit den Sklavenräubern, die von Norden und Süden in das Waldland vordringen wollten, weithin bekannt.
Das Land der Kru war 1970 auch Schauplatz der Ereignisse mit den Guébié, einer einzigartigen Episode in der Geschichte der jungen Republik Elfenbeinküste. Nach seinem Studium in Dakar und später in Frankreich, wo er vom Sozialismus und Panafrikanismus beeinflusst wurde, kehrte der junge Ökonom Kragbé Gnagbé in die Republik Elfenbeinküste zurück, wo er erfolglos versuchte, eine revolutionäre, panafrikanische, sozialistische und nationale Partei, die Parti Nationaliste (PANA), zu gründen, die von der jungen ivorischen Regierung Houphouët-Boigny schnell verboten wurde. Die sozial-nationalistische Bewegung weckte das Interesse junger Ivorer im ganzen Land und rief Besorgnis des Regimes hervor. Aufgrund polizeilicher Verfolgung ging Gnagbé in Gagnoa, im Herzen des Landes der Bétés, in den Untergrund, wo er von mehreren hundert Anhängern unterstützt wurde, und rief schließlich die kurzlebige République d’Éburnie aus. Die damalige Regierung der Elfenbeinküste reagierte ihrerseits mit großer Härte auf diesen etwas utopischen Versuch eines demokratischen und populistischen Aufstands. Trotz der ideologischen und populistischen Aspekte Gnagbés Initiative trägt diese Episode vor allem dazu bei, das seit langem bestehende Gefühl der Isolation im Westen des Landes zu verstehen.
Gegen Ende der 2000er-Jahre wurde das Territorium der Kru stark vom Bürgerkrieg in der Elfenbeinküste betroffen. Nach fast zehn Jahren der Unsicherheit und Instabilität lassen die gute wirtschaftliche Erholung der Elfenbeinküste und die Ernsthaftigkeit der neu eingesetzten Regierung auf eine rasche Entwicklung des Reichtums und der Möglichkeiten des Landes der Kru hoffen.
Heute deckt sich das Territorium der Kru in der Elfenbeinküste mehr oder weniger mit den heutigen Regionen Moyen-Cavally, Haut-Sassandra, Bas-Sassandra, Fromager und Sud-Bandama. Das Land der Kru, das lange Zeit isoliert und durch seine Waldlage geschützt war, weist heute eine große Bevölkerungsvielfalt auf und beherbergt mitunter die Gemeinden der Baule und Burkinabé, deren Familien teilweise seit mehreren Jahrzehnten dort leben, aber auch englischsprachige Bevölkerungsgruppen von Flüchtlingen aus Sierra Leone oder Liberia sowie Fante aus Ghana. Der Süden des Territoriums der Kru, insbesondere die Küstenregionen um die wichtige Hafenstadt San-Pédro, hat historisch gesehen europäische oder muslimische Gemeinden beherbergt. Die Zivilgesellschaft der Kru wird sich zunehmend der Vorteile ihrer Regionen und der Bedeutung ihrer Erschließung im Vergleich zu den Aktivitäten, die sich auf die Achse Abidjan-Bouaké und die Ostküste konzentrieren, bewusst. Die derzeitige Regierung verfolgt in diesem Sinne eine ehrgeizige Politik zur Entwicklung der Hafenaktivitäten in San-Pédro. Dies würde dem Land der Kru das Potenzial seiner Küsten, aber auch des Landesinneren voll ausschöpfen.
Nach Abidjan ist San-Pédro wegen der zahlreichen Fabriken, die hauptsächlich in der Kakaoindustrie, in der Mühlenindustrie, der Zementindustrie und im Holzbereich tätig sind, der zweitgrößte Wirtschaftsstandort der Elfenbeinküste und liegt aufgrund seines Hafens vor Bouaké. Der Tourismus spielt bereits eine wichtige Rolle in der Wirtschaft der Stadt und der Region Bas-Sassandra. Im Jahr 2010 machte sein Bruttoinlandsprodukt 4 % des Gesamt-BIP der Elfenbeinküste aus, was fast dem Gesamt-BIP von Guinea-Bissau entspricht.

## Geografie
Die Kru leben in einem außergewöhnlichen Naturraum. Trotz der Probleme, die durch Wilderei und intensive Landwirtschaft verursacht werden, beherbergt das Land der Kru absolut einzigartige Naturräume. Insbesondere der Nationalpark Taï beherbergt bis heute Arten, die in der Elfenbeinküste teilweise einzigartig sind: Elefanten, deren Bestände immer mehr zurückgehen, eine Vielzahl von Affenarten, Leoparden, Büffel, Zebras, Warzenschweine, Zwergflusspferde, Antilopen, Kopffüßer, afrikanische Adler, Falken, Krokodile, Eulen, Perlhühner, Nashornvögel und viele mehr. Der Nationalpark Mont Péko an der Grenze zum weiter nördlich gelegenen Land der Yakuba ist ebenfalls sehr reich an Flora und Fauna.
Die Küste des historischen Territoriums der Kru zwischen Tabou und Sassandra hat ebenfalls mehrere hundert Kilometer an außergewöhnlichen Stränden zu bieten sowie das symbolträchtige Dorf Grand-Béréby, wo sich die Kru in der Kunst des Fischfangs auszeichnen. Dieser Ort hat sich auf den Hochseefischerei-Tourismus spezialisiert. In diesen Küstenregionen ist die Fischerei genauso wichtig wie die Landwirtschaft der Waldbewohner. Vor der Küste findet man Haie, Stachelmakrelen, Barrakudas, Rochen und Speerfische. Der Tourismus in der Republik Elfenbeinküste konzentriert sich zwar überwiegend auf die Ostküste von Abidjan (Grand-Bassam und Assinie-Mafia), doch die Westküste des Landes der Kru ist reich an kilometerlangen paradiesischen Stränden, von denen die berühmtesten die von Sassandra oder der mythische von Monogaga sind.
Trotz dieser unzähligen touristischen und natürlichen Vorzüge hat das Territorium der Kru lange Zeit unter seiner Isolation und seiner Nähe zu Kriegsgebieten (Bürgerkrieg in Liberia und später in der Elfenbeinküste) und Bevölkerungsverschiebungen (schlecht kontrollierte Einwanderungspolitik in der Vergangenheit) gelitten. Generell beeinträchtigt die Nähe zur armen und gefährlichen Gesellschaft im benachbarten Liberia noch immer die Sicherheit und Entwicklung des angrenzenden Landes der Kru, da die Grenze nicht gut gesichert ist. Darüber hinaus hat die anarchische Agrar- und Migrationspolitik der Regierungen der Vergangenheit im Westen lange Zeit dazu beigetragen, dass die Region zu einer Art Wildem Westen für Abenteurer und große Holz- und Kakaokonzerne wurde. Seit einigen Jahren unternimmt die ivorische Regierung große Anstrengungen, um die Verkehrsanbindung zu lockern, die Naturräume zu schützen, die Autorität des Staates zu etablieren und so die Entwicklung dieser Regionen zu fördern. Das touristische Potenzial dieser Region zwischen Meer und Bergen kann leicht mit der Situation in Tansania oder Kenia verglichen werden, Ländern, in denen der Safariparktourismus jedes Jahr mehrere hundert Millionen Dollar Gewinn einbringt.

## Kultur

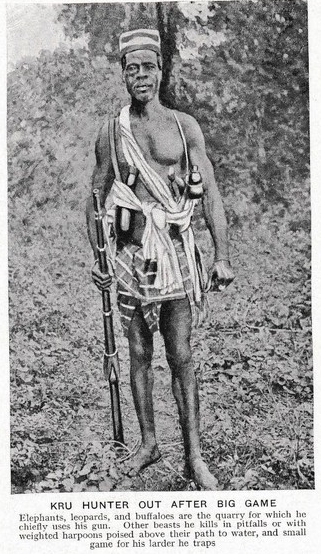
Ein Jäger der Kru

Der Einfluss der Kultur der Kru ist innerhalb der ivorisch-liberalen Kultur sehr groß. Es waren insbesondere Weh und Bétés, die Anfang der 1980er-Jahre die Zouglou-Kultur nach Abidjan brachten, eine Musik, deren Klänge typischerweise von der Volkskultur der Kru inspiriert sind. Darüber hinaus sind die Kru der Küstengebiete, die eine eigenständige kreolische Kultur entwickelt haben, auch für die typischen und zugleich sehr kosmopolitischen Klänge des Bolo bekannt, einer Musik, die afrikanische und westliche Instrumente mischt und zu der Paartänze aufgeführt werden, die den karibischen Tänzen ähneln. Der Künstler Meiway, der Ethnie der Akan zugehörig, der aus Grand-Bassam an der Ostküste der Elfenbeinküste stammt, hat diesen Musikstil in seinem Monogaga zu Ehren des mythischen Strandes im Land der Kru verewigt.
In Liberia ist der Einfluss der Kru-Kultur ziemlich deutlich vorherrschend, vor allem im Bereich der Musik. Bemerkenswert ist die fast vollständige Ähnlichkeit der Stile zwischen liberianischen und ivorischen Kru-Künstlern, die auch bei malischen und ivorischen Künstlern der Mandinka sowie bei Künstlern der Akan, der Elfenbeinküste und Ghana zu beobachten ist. Laut dem nigerianischen Wissenschaftler Ayodeji Olukoju war die Wirkung der Kru-Musik so groß, dass sie sogar in Ghana und Nigeria zu finden ist. Die Rahmenzither der Kru und anderer Ethnien in Westafrika wurde Anfang des 20. Jahrhunderts unter der Bezeichnung „Kru-Harfe“ in Europa bekannt.
Klassischerweise sind die traditionellen Kru-Tänze, insbesondere die der Weh, wegen ihrer Ästhetik und ihrer Besonderheiten, wie dem berühmten Messertanz, weltweit bekannt.

## Gruppen
Die Kru umfassen eine Gruppe von Völkern, die alle einen Ursprung als Clan zu haben scheinen: Gbii, Weh, Bété, Tajuasohn, Klao, Glio-Oubi, Grebo, Alladian, Sapo, Konobo, Nyabwa, Krahn, Aïzi, Bakwé, Wane, Kuya, Godié, Dida, Kodia, Nyabwa und Néyo.
Diese in Liberia und der Elfenbeinküste ansässigen Völker, die einen gemeinsamen Sprachhintergrund haben, scheinen vor etwa sieben Jahrhunderten in ihre heutigen Regionen eingewandert zu sein, bevor sie in dem gesamten Wald- und Küstengebiet entlang der heutigen Grenze zwischen Liberia und der Elfenbeinküste einzelne Gruppen bildeten. Die Kru haben nie versucht, einen einheitlichen oder föderativen Staat zu bilden, sondern haben alle eine Clan- und Gemeinschaftsorganisation ihrer verschiedenen Gruppen.
Die Krumen, die manchmal fälschlicherweise als Ethnie bezeichnet werden, sind Küstenvölker der Kru, die traditionell Fischfang betreiben, wobei die ersten von ihnen ursprünglich von den Krao-Clans abstammten, die die liberianische Küste und die Region zwischen Tabou und San-Pédro in der Elfenbeinküste bewohnten. Die Krumen sind eine der ältesten Volksgruppen der Elfenbeinküste und bilden ein absolut typisches Element an den Küsten des Golfs von Guinea.

## Sprachen
Die Kru-Sprachen sind eine Untergruppe der Niger-Kongo-Sprachen. Jede Kru-Nation hat ihre eigene Variante von Kru-Dialekten: Weh, Bété, Aïzi, Bakwé, Wane, Kuya, Godié, Dida, Kodia und Nyabwa. Die grenznahen Kru haben manchmal unterschiedliche Namen, je nachdem, ob man sich in der Elfenbeinküste oder in Liberia befindet, obwohl sie genau die gleiche Sprache sprechen. So ist es beispielsweise bei den ivorischen Weh der Fall, die allgemein als Krahn oder sogar Kru bezeichnet werden.
In Liberia heißt das Äquivalent zum ivorischen Kreol (Moussa-Französisch) Kreyol oder auch Kru English Pigdin, und der Einfluss der Kru-Sprache ist hier vorherrschend. In Liberia ist diese eigenwillige Mischung das Ergebnis des Zusammentreffens des Kreolenglischs der ins Land gekommenen Afroamerikaner mit der Sprache der einheimischen Kru. Diese Art von Kreolisch ist derzeit die am weitesten verbreitete Form der Volkssprache in Liberia. Ebenso ist dieser Einfluss der Kru-Kultur an der Küste der Republik Elfenbeinküste sehr wichtig, auch wenn er nicht immer verstanden wird.
Die Kru-Sprachen werden zu den komplexesten Tonsystemen Afrikas gezählt und oft mit den omotischen Sprachen Äthiopiens verglichen.

## Religion

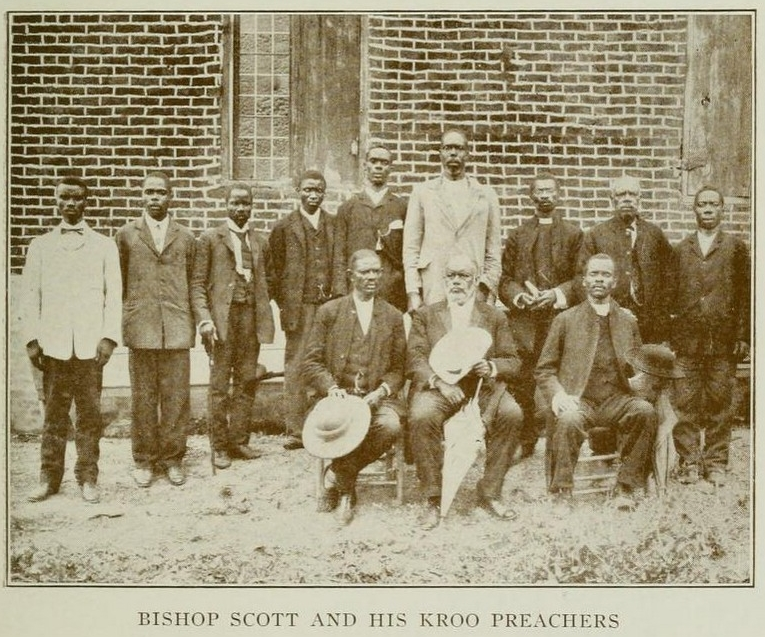
Bischoff Scott mit seinen Kru-Predigern (1910)

In religiöser Hinsicht lassen sich die Kru im Allgemeinen in drei Glaubenskategorien einteilen. Das Heidentum der verschiedenen Gemeinden der Kru ist nach wie vor eine relativ weit verbreitete Praxis, ähnlich wie in anderen afrikanischen Kulturen. Dieses Heidentum bleibt manchmal kulturell präsent, etwa in den weltbekannten Maskentänzen der Kru, deren Kunst Anfang des 20. Jahrhunderts die großen Namen der zeitgenössischen Kunst fasziniert hat. Zweitens ist der Protestantismus recht weit verbreitet, was auf die liberianischen Baptistenmissionen im 19. Jahrhundert und die jüngere Entwicklung der zahllosen protestantischen Sekten zurückzuführen ist. Drittens ist der Katholizismus vor allem unter den französischsprachigen Kru verbreitet, die von der Evangelisierung durch französische Missionare seit Ende des 19. Jahrhunderts profitiert haben.
Zu erwähnen ist auch, dass der Aktivismus der protestantischen Methodisten in Liberia das ziemlich einzigartige Phänomen des Harrismus hervorgebracht hat. Der Harrismus ist eine originelle Form des Pfingstprotestantismus, die auf eine schillernde Kru-Figur namens William Wadé Harris zurückgeht. Dieser gründete 1910 in Liberia die Harristenkirche, bevor er sich auf eine große Predigttour entlang der Küste des Territoriums der Kru bis hin zum Land der Akan begab. Er war eine recht ungewöhnliche Persönlichkeit und zog die Neugier und dann das offene Misstrauen der katholischen Missionare auf sich. Die Missionare kamen in das Land der Kru, mussten mit wenigen Mitteln auskommen, waren in einem unbekannten Land und wurden manchmal von ihren Landsleuten in der Kolonialverwaltung verachtet. Bei ihrer Ankunft kauften und befreiten die Missionare häufig junge Sklaven, die in den Anfängen der Kolonialverwaltung noch recht häufig auf Märkten verkauft wurden. Anschließend bauten sie kleine Kirchen, Schulen und medizinische Einrichtungen und evangelisierten die Kru, die noch in ihrer heidnischen Gesellschaftsform lebten. Die katholischen Missionare verfolgten ein ganz anderes Ziel als die Kolonialverwalter, was ihre Aufgabe nicht immer leicht machte. Die große Herausforderung für die katholischen Evangelisten bestand vor allem darin, heidnische Praktiken zu unterbinden, insbesondere Hexerei, geheime Initiationsgesellschaften und Menschenopfer, aber auch die Unmoral bestimmter sozialer Verhaltensweisen, in erster Linie Polygamie oder fast ständige Nacktheit. Auch der Prophet Wadé Harris schlug eine radikale Reform der afrikanischen Sitten vor: Er verblüffte und inspirierte die einheimischen Massen, indem er heidnische Masken, Statuetten und Idole zerschlug, die sexuelle Laszivität der Tänze kritisierte und so weiter. Andererseits befürwortete diese paradoxe Figur aber auch das Einsperren von Frauen während der Menstruation sowie die Polygamie. Auf seinen berühmten und symbolträchtigen Märschen reiste er mit seinen drei Ehefrauen, von denen eine später eine eigene Kirche in Ghana gründete.
Nur sehr wenige Kru sind Muslime, da der Islam in der Region vor allem durch Bevölkerungsgruppen vertreten ist, die ursprünglich aus dem Mande, Voltai oder anderen Teilen des muslimischen Afrikas stammen.

## Trivia
Seeleute: Aus einer Reisebeschreibung von Margarethe von Eckenbrecher „Was Afrika mir nahm und gab...“ (um 1900): Soviel ich weiß, sind die Kruneger die Ureinwohner Liberias, zurückgedrängt und unterjocht von den amerikanischen Negern. Da sie seit Generationen an der Küste leben, so sind sie, ich möchte fast sagen, geborene Seeleute. Ihre Kanoes sollen weitaus die besten der ganzen Westküste sein, ihr Geschick beim Fischfang ist unerreichbar, und einzig stehen sie da, wenn es heißt, ein Boot sicher durch die Brandung zu bringen. ... Da auch in Swakopmund die Landung sehr gefährlich ist, so werden von jedem Dampfer, der nach dort bestimmt ist, hier in Monrovia je nach Bedarf die Kruboys vom Kapitän angeworben. Ist das Löschen und Ausbooten der Ladung geschehen und fährt der Dampfer wieder zurück, so nimmt er alle von ihm angemusterten Leute an Bord und setzt sie auf der Heimreise wieder in Monrovia ab. Die Leute erhalten bis zu einer Mark für den Tag, der Headman, eine Art Oberaufseher, das Doppelte ... Unser Kapitän brauchte an die Hundert dieser Leute. ... Die meisten trugen eine Art Hose aus riesengroß karrierter Seide, Baumwolle oder Wolle. Großblumiger Kattun war auch sehr beliebt. ... Auf dem Dampfer sind sie äußerst brauchbar. Jeden Morgen weckt uns ein wahrer Höllenlärm: Die Krus schruppen das Deck mit großen viereckigen Steinen. Sie sind sehr anstellig, ölen die Maschinen, helfen in der Küche, waschen mit ab, putzen Gemüse und putzen die blanken Messingteile am ganzen Schiff. Es gibt sogar einen schwarzen Wäscher.

## Bekannte Kru

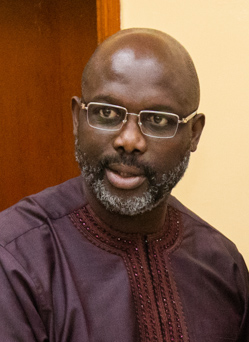
George Weah, Präsident von Liberia, stammt auch von den Kru ab

Die Vorfahren des 25. Präsidenten von Liberia, George Weah (* 1966), waren Kru, Gbee, Mano und Bassa, ebenso wie die seiner Vorgängerin, die ehemalige Präsidentin Ellen Johnson Sirleaf (* 1938), die Kru, Gola und Deutsche waren. Dr. George Toe Washington, ehemaliger Stabschef der liberianischen Streitkräfte und Botschafter in den Vereinigten Staaten, Kanada und Mexiko, stammt von den Kru und den Grebo ab. Der Fußballstar William Jebor (* 1991) gehört zum Volk der Kru, ebenso wie der christliche Evangelist Samuel Morris, der jedoch anfangs als Kaboo Bekanntheit erlangte. Mary Broh (* 1951), die ehemalige Bürgermeisterin von Monrovia, stammt von den Kru und den Bassa ab. Der Richter und Politiker Didwho Twe, der 1951 für das Amt des liberianischen Präsidenten kandidierte, stammte ebenfalls von den Kru ab.